# Kamerunské hnutí pro obnovu
Kamerunské hnutí pro obnovu (anglicky Cameroon Renaissance Movement, francouzsky Mouvement pour la Renaissance du Cameroun, MRC) je politická strana v Kamerunu založená roku 2012.

## Historie
Kamerunské hnutí pro obnovu bylo založeno Mauricem Kamtem v srpnu 2012. V parlamentních volbách v roce 2013 strana získala jeden mandát. V roce 2020 MRC parlamentní volby bojkotovala a ztratila své zastoupení v Národním shromáždění.
V roce 2018 strana nominovala svého předsedu Maurice Kamta do prezidentských voleb. Ten v nich skončil druhý za vítězným kandidátem RDPC Paulem Biyou. Neúspěšný kandidát Maurce Kamto neuznal volební výsledky a sám se prohlásil za vítěze voleb.
Dne 26. ledna 2019 byl předseda strany Maurice Kamto s dalšími dvěma sty stoupenci zatčen a držen ve věznici s maximální ostrahou Kondengui v Yaoundé. Kamto spolu s dalšími vůdci MRC byl z vězení propuštěn 5. října 2019. Propuštěni byli na základě rozsáhlého vyjednávání mezi kamerunskou vládou a různými opozičními stranami, které probíhalo od 30. září do 4. října 2019. Vešlo ve známost jako Hlavní národní dialog (anglicky Major National Dialogue, francouzsky Grand dialogue national), který měl vyřešit otázku anglofonní krize (známé také jako ambazonská válka či kamerunská občanská válka), ozbrojeného konfliktu v oblasti jižního Kamerunu.
V prosinci 2021 bylo v Kamerunu odsouzeno k těžkým trestům odnětí svobody asi třicet vedoucích pracovníků a aktivistů z MRC, strany Maurice Kamta. Stíháni byli především za povstání a ohrožení bezpečnosti státu. Dva hlavní obžalovaní dostali 7 let vězení. 